# Pedagoška fakulteta v Beogradu
Pedagoška fakulteta (izvirno srbsko Учитељски факултет у Београду), s sedežem v Beogradu, je fakulteta, ki je članica Univerze v Beogradu.